# أليغو كارمين غوزمان
أليغو كارمين غوزمان هو محامي وسياسي أرجنتيني، ولد في 17 يوليو 1815 في قرطبة في الأرجنتين، وتوفي بنفس المكان في 24 ديسمبر 1884. نشط حزبياً في Federalist Party (Argentina) ‏. وقد انتخب رئيس الجامعة وانتخب Governor of Córdoba ‏ (1852 – 1855).